# Pavel Kubina
Pavel Kubina (Čeladná, 15 aprile 1977) è un ex hockeista su ghiaccio ceco.

## Palmarès

### Olimpiadi
- Bronzo a Torino 2006.

### Mondiali
- Oro a Norvegia 1999.
- Oro a Germania 2001.
- Oro a Austria 2005.